# István M. Fehér
István M. Fehér (* 24. April 1950 in Budapest; † 17. Juni 2021) war ein ungarischer Philosoph.

## Leben
Er begann sein Universitätsstudium 1969 an der Eötvös-Loránd-Universität der Fakultät für Geisteswissenschaften, wo er 1974 sein Studium als Gymnasiallehrer abschloss. Zwischen 1990 und 1995 war er Generalsekretär der Ungarischen Philosophischen Gesellschaft. Ab 2002 lehrte er als Professor für Ideengeschichte an der Andrássy Universität Budapest.
Seine Forschungsinteressen umfassten den deutschen Idealismus, die Phänomenologie des 20. Jahrhunderts, die philosophische Hermeneutik, den Neomarxismus und die Philosophie von Martin Heidegger.

## Schriften (Auswahl)
- Az élet értelméről. Racionalizmus és irracionalizmus között. Budapest 1991, ISBN 9630935147.
- Martin Heidegger. Egy XX. századi gondolkodó életútja. Budapest 1992, ISBN 9637875514.
- Heidegger és a szkepticizmus. A szkeptikus kételyen át a hermeneutikai kérdésig. Budapest 1998, ISBN 963-9128-04-X.
- Schelling – Humboldt. Idealismus und Universität. Mit Ausblicken auf Heidegger und die Hermeneutik. Frankfurt am Main 2007, ISBN 3-631-55747-7.